# 万鍾駅
万鍾駅（マンジョンえき）は、大韓民国江原特別自治道原州市にある韓国鉄道公社京江線の駅である。2017年12月22日から2021年1月5日までの間は中央線と京江線は西原州駅と当駅の間で線路を共用しており、当駅が中央線と京江線の分岐駅となっていた。

## 駅構造
- 島式ホーム2面4線の高架駅。

### のりば
| ↑ 平昌          |
| １２ \| ３４ \| |
| 横城 ↓          |

| 1·2 | 京江線 | KTX | 平昌・珍富(五台山)・江陵方面 |
| 3·4 | 京江線 | KTX | 横城 · 清凉里 · ソウル方面   |

## 歴史
- 1942年9月1日：京慶線（現：中央線）の駅として開業。
- 2007年6月1日：旅客取扱中止。
- 2016年8月25日：京江線西原州駅 - 当駅間が単線で先行開業、中央線が暫定使用[1]。
- 2017年12月15日 : 一時的に中央線の列車が上下3回ずつ停車するようになり、旅客扱い再開。
- 2017年12月22日：京江線西原州駅 - 江陵駅間開業[2]（西原州駅付近 - 当駅間は中央線との重複区間）。京江線と中央線の分岐駅となる。
- 2021年1月5日：中央線西原州駅 - 鳳陽駅間の新線への切り替えに伴い、当駅 - 鳳陽駅間廃止、重複区間解消により京江線単独の駅となる。

## 写真

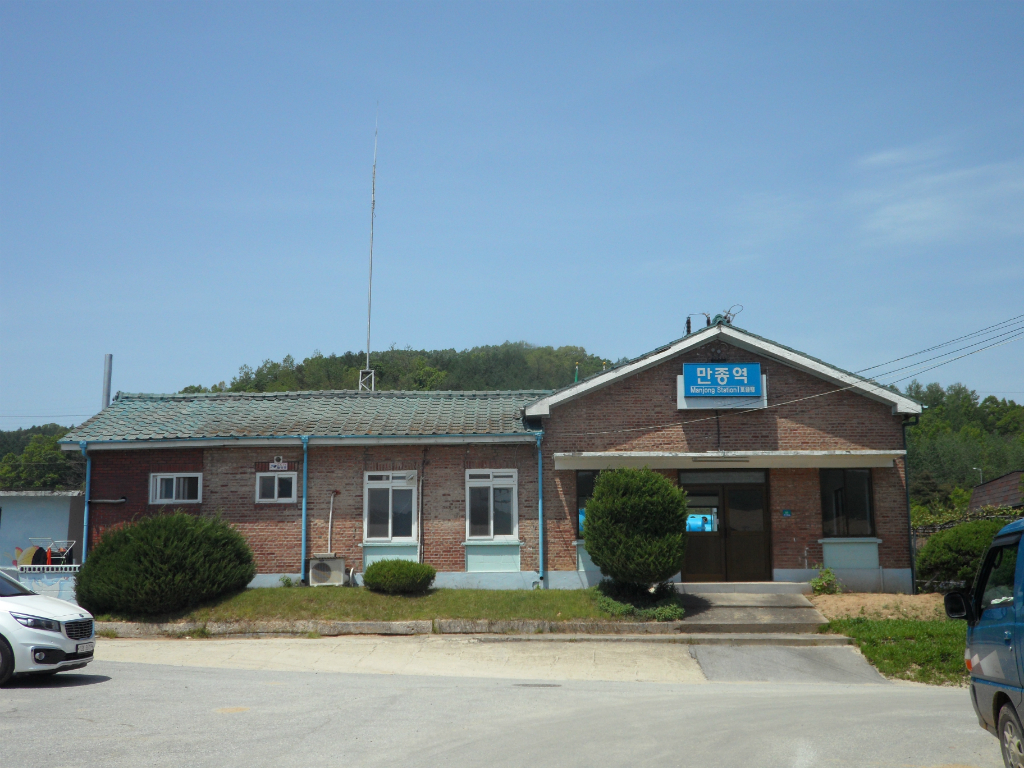
旧駅舎
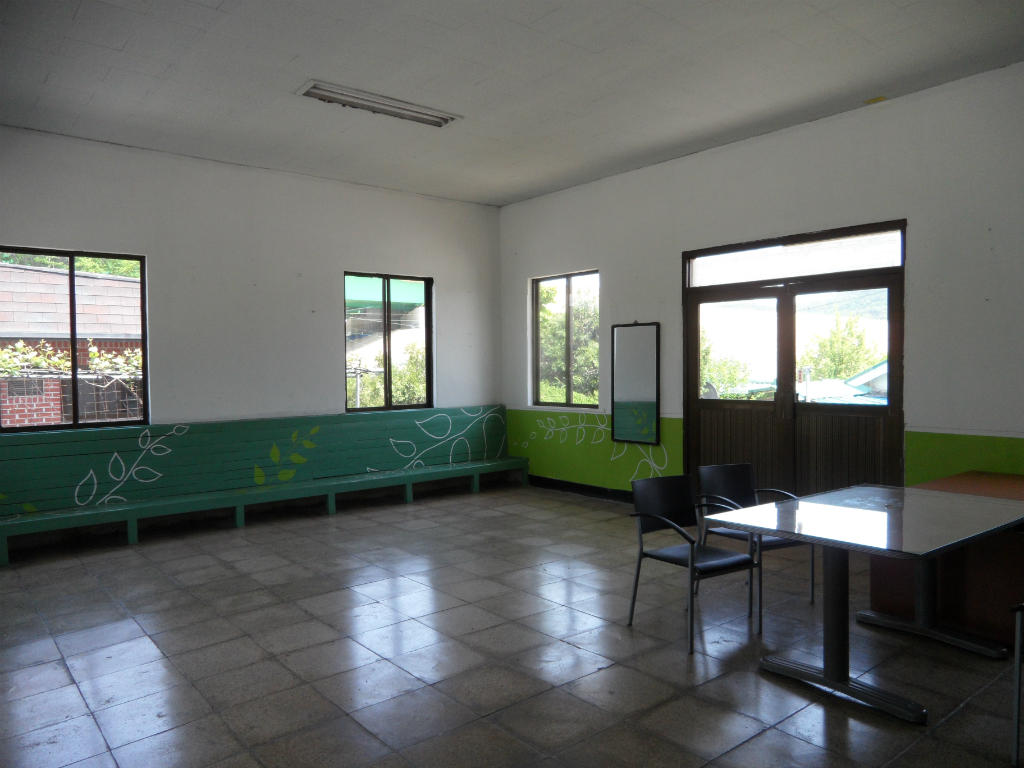
旧駅舎の待合室
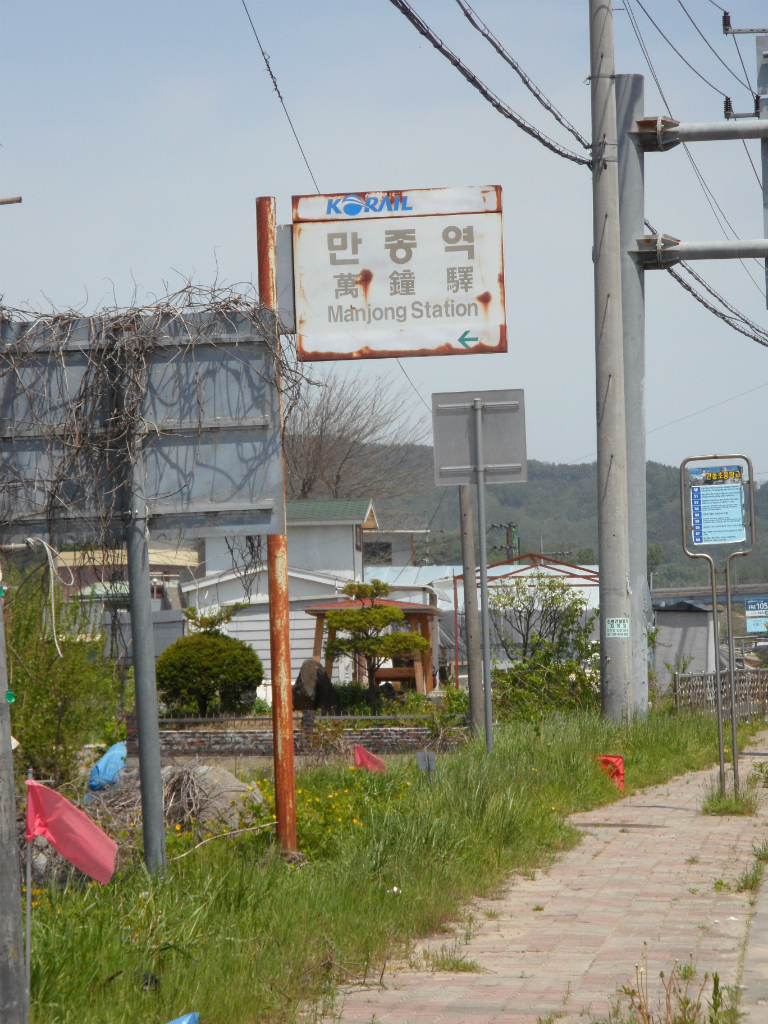
旧駅舎の標識板
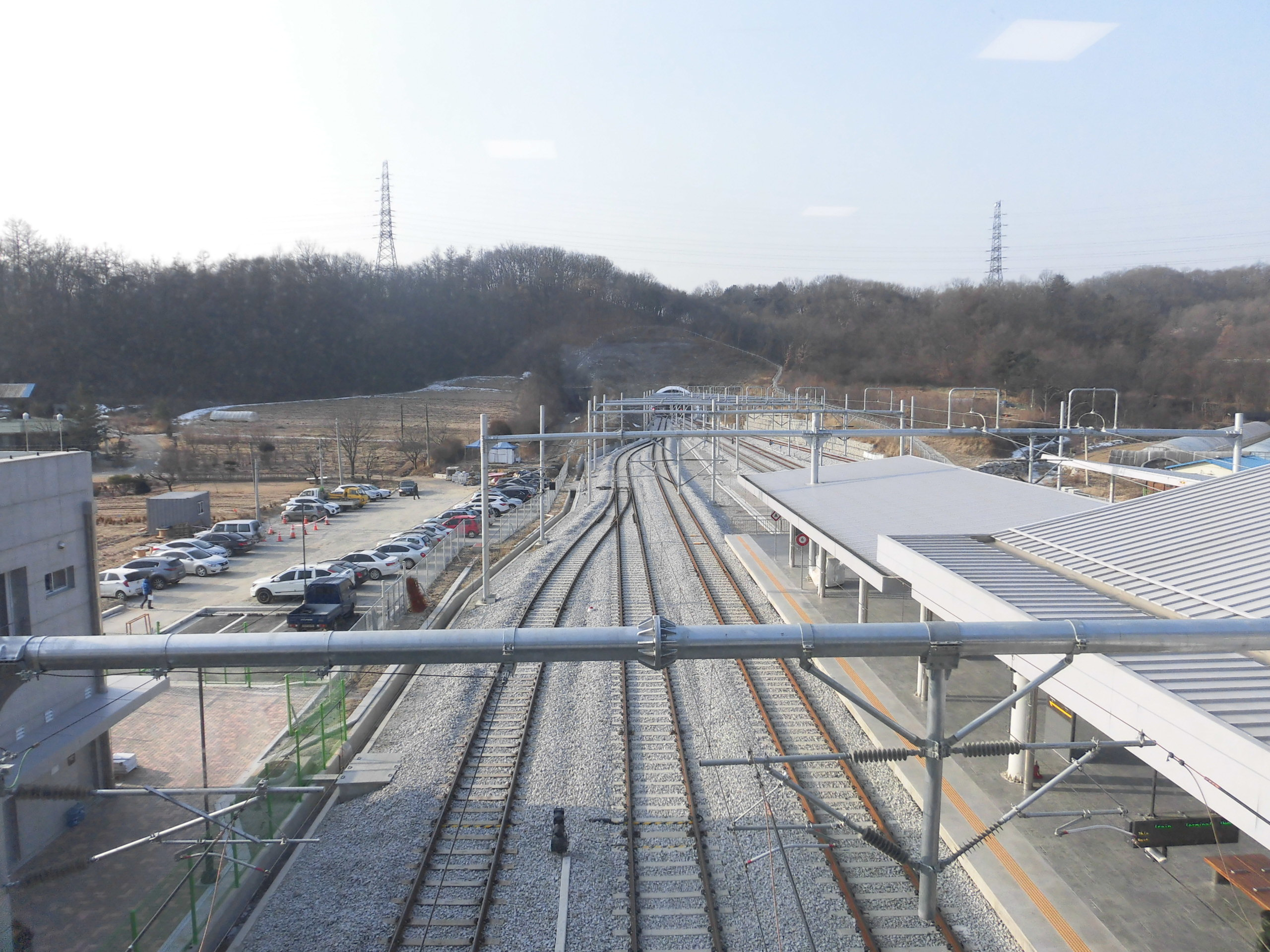
駅舎から眺めた線路
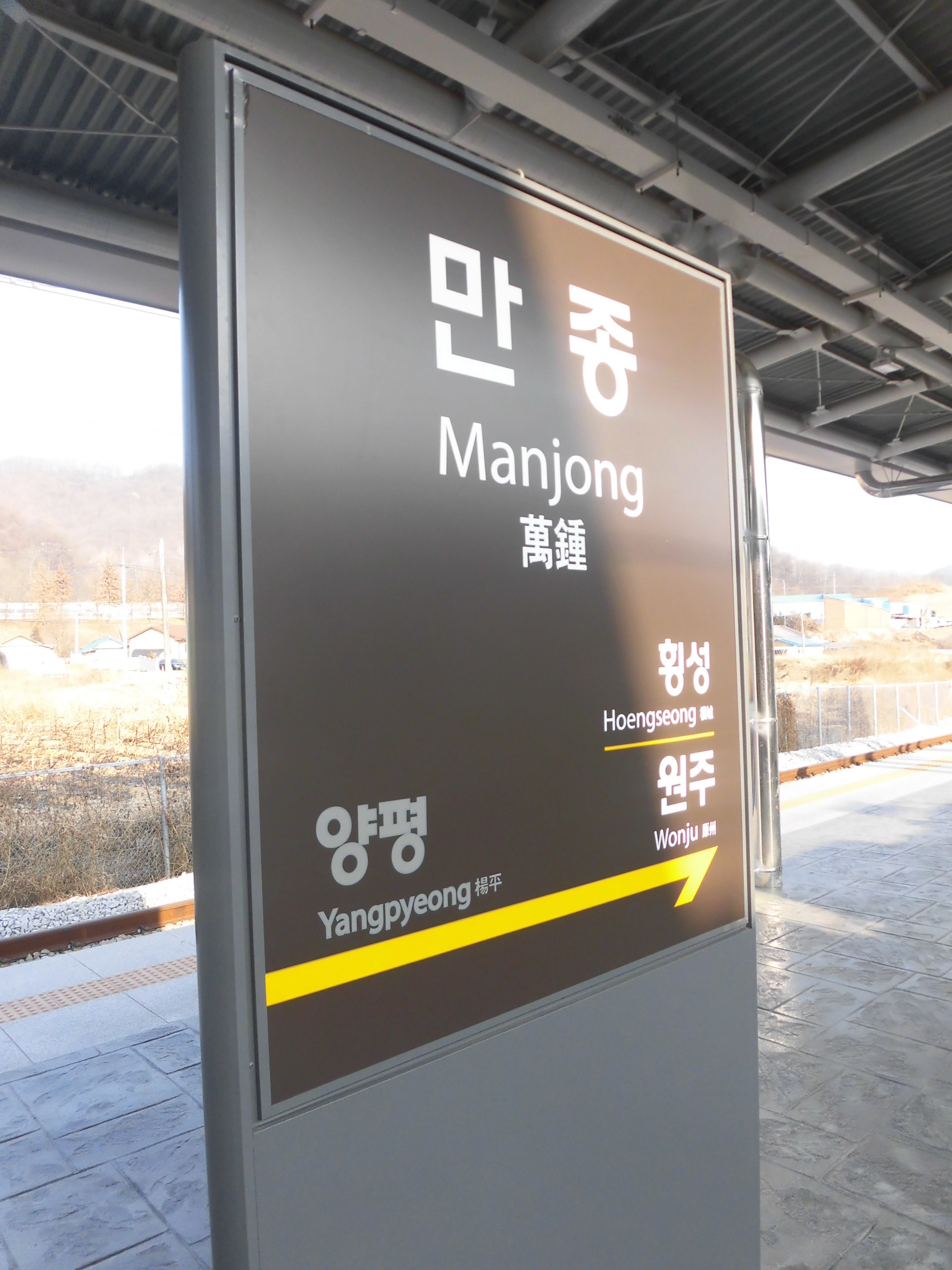
駅名標

## 隣の駅
韓国鉄道公社
京江線
西原州駅 - 万鍾駅 - 横城駅